# Société anonyme des usines métallurgiques du Hainaut
La Société anonyme des usines métallurgiques du Hainaut (UMH) est créée le 15 octobre 1907. Elle fusionne en 1955 avec la Société métallurgique de Sambre et Moselle pour devenir Hainaut-Sambre.

## Histoire
La SA des usines métallurgiques du Hainaut succède à la  Société des hauts-fourneaux, usines et charbonnages de Marcinelle et Couillet  fondée en 1835. 
L'activité de Charbonnage est  séparée de celle de la métallurgie en 1906 et cédée à la SA des Charbonnages de Marcinelle-Nord. Les autres activités (constructions métalliques et de locomotives) assurés par les UMH.
Le capital de 4,5 millions est majoritairement français (2 365 000F)  avec pour principaux actionnaires : 
- La Société des Forges et aciéries du Nord et de l'Est détient 1 500 000F
- La Banque de Paris et des Pays-Bas, Bruxelles détient 500 000F
En juin 1914, il est porté à 10 millions.
- Cartes postales vers 1925

Cartes postales vers 1925
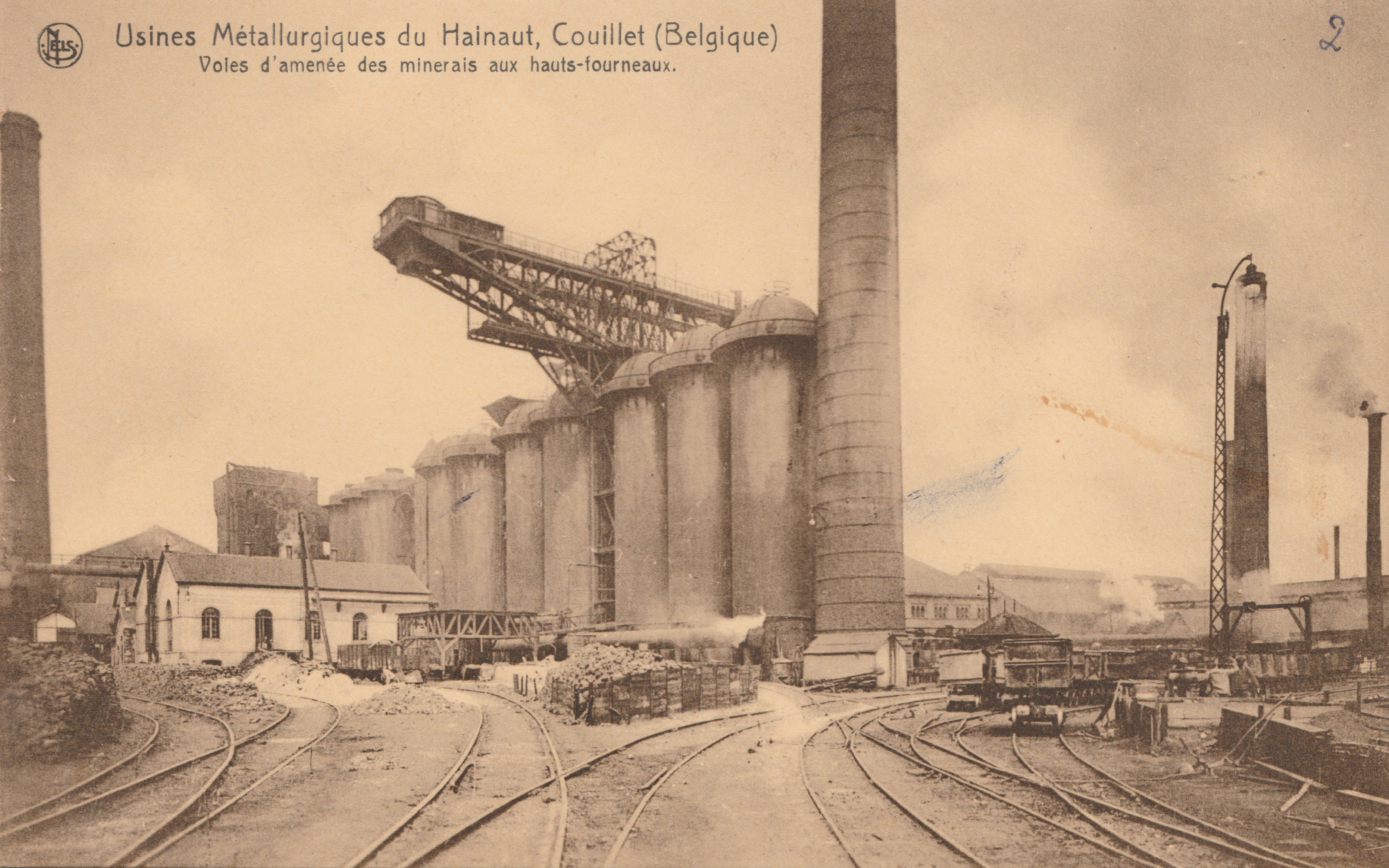
Batterie de Cowpers et haut fourneau.
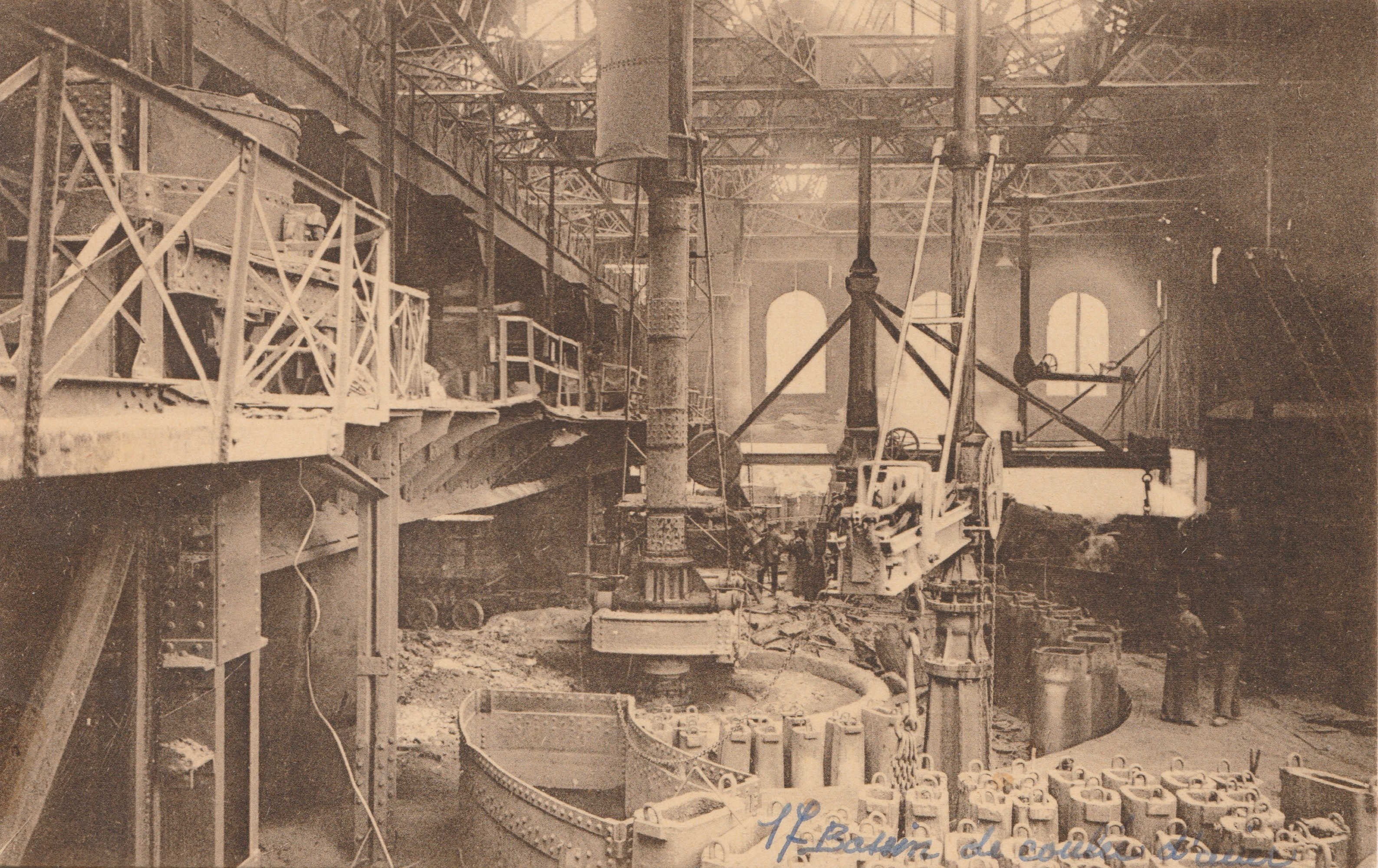
Vue d'un bassin de coulée de lingots d'acier.
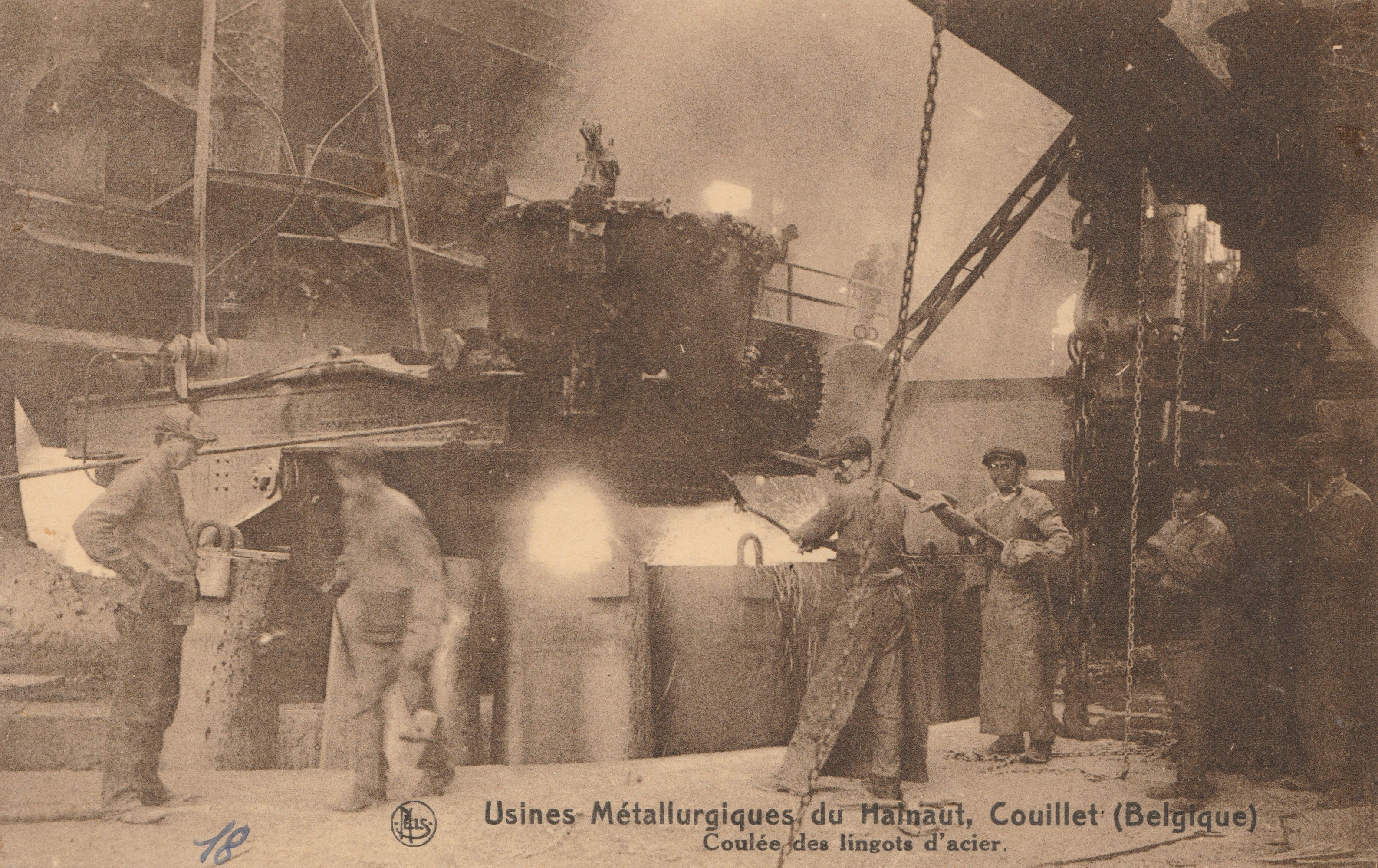
Coulée de lingots d'acier.
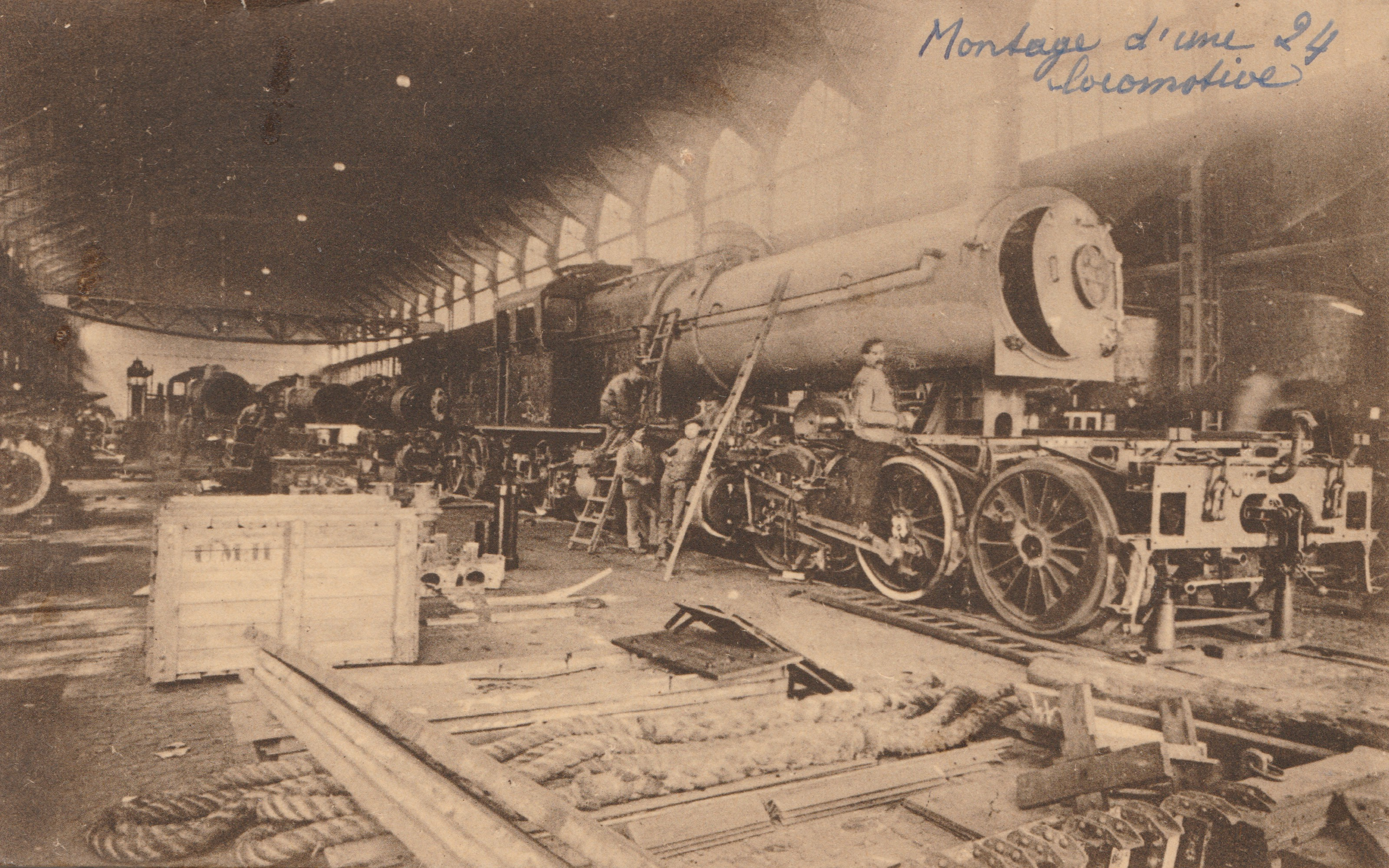
Montage d'une locomotive.

## Production de locomotives

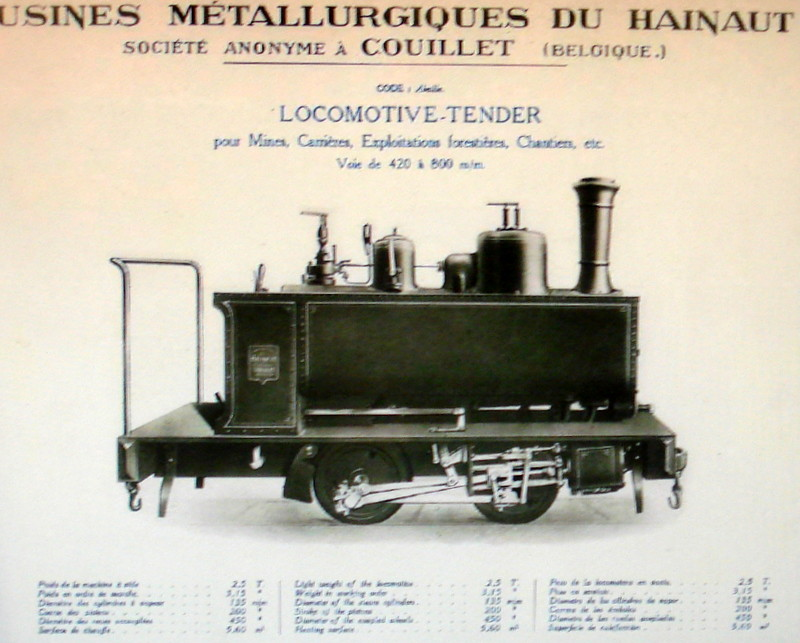
Locomotive tender de usines métallurgiques du Hainaut, société anonyme à Couillet (Belgique)

Elle s'effectue jusqu'à 1930.